# Swansea RFC
Der Swansea Rugby Football Club ist ein Rugby-Union-Verein, der in der Welsh Premier Division spielt. Die Heimspiele werden im St Helen’s Rugby and Cricket Ground ausgetragen. Die Mannschaft tritt traditionellerweise in weißen Trikots an und ist daher auch unter dem Namen „The All Whites“ bekannt. Dem Verein gehören 50 % der Ospreys, eine der vier walisischen Provinzmannschaften in der Pro14. 

## Geschichte
Die „All Whites“ wurden 1872 als Fußballverein gegründet und wechselten 1874 zum Rugby. Das erste Spiel bestritt der Club am 28. November 1874 gegen das Llandovery College. 1875 schloss man sich mit dem örtlichen Cricketverein zum Swansea Cricket & Football Club zusammen. Der derzeitige Name Swansea RFC entstand im Zuge der Professionalisierung des Rugbysports 1995. Der Club war einer der elf Gründungsvereine der Welsh Rugby Union, die 1881 entstand. Zunächst trat die Mannschaft in blau-weißen Trikots an, für eine Saison trug sie auch rote Farben. In den 1920er Jahren entstand dann das traditionelle Trikot, das fast nur aus weiß bestand. 
1935 wurde der Swansea RFC der erste Rugbyclub der Welt, der die neuseeländische Nationalmannschaft schlagen konnte. Mit diesem Sieg hatte es Swansea zudem geschafft, alle drei großen Rugbynationen der Südhemisphäre zu besiegen. Zuvor hatte man Australien (1908) und Südafrika (1912) geschlagen. Nach dem Zweiten Weltkrieg konnte das Team an die Erfolge anschließen, besiegte Australien erneut und schaffte gegen Neuseeland ein 6:6-Unentschieden 1953.
Seit den 1990er Jahren ist der Club viermal Meister geworden und konnte zwei weitere Pokalsiege einfahren. 1992 gelang es ihm erneut, Australien zu schlagen, die zu diesem Zeitpunkt amtierender Weltmeister waren. In der Saison 1995/96 erreichte Swansea das Halbfinale des European Cup.
Mit der Saison 2003/04 änderte sich einiges für den Swansea RFC. Die Welsh Rugby Union gründete regionale Teams, die in der Celtic League (heute: Pro12) antreten sollten. Dazu wurden unter anderem der Neath RFC und der Swansea RFC zusammengeführt und fusionierten unter dem Namen Ospreys. Beiden Clubs gehören 50 % des neuen Vereins.

## Erfolge
- Welsh Premier Division: 1992, 1994, 1998, 2001
- walisischer Pokalsieger: 1978, 1995, 1999

## Bekannte ehemalige Spieler
| - Dewi Bebb (Wales) - Dan Biggar (Wales) - Colin Charvis (Wales) - Mervyn Davies (Wales) - Scott Gibbs (Wales) - Gavin Henson (Wales) - Richard Hibbard (Wales) - Garin Jenkins (Wales) - Alun Wyn Jones (Wales) - Ivor Jones (Wales) | - Robert Jones (Wales) - Brian Lima (Samoa) - Robin McBryde (Wales) - Kevin Morgan (Wales) - Darren Morris (Wales) - Clive Rowlands (Wales) - Mike Ruddock (Wales) - Clem Thomas (Wales) - Jonathan Thomas (Wales) - Dai Young (Wales) |